# Patrice Poncet
Patrice Poncet, est professeur éminent émérite (emeritus distinguished professor) de finance à l'ESSEC.

## Biographie
Né en avril 1949, il est agrégé des universités en sciences de gestion (concours de 1982), PhD en finance (1977) de la Kellogg School of Management (Université Northwestern, Illinois, USA), diplômé de l'ESSEC (1970), et titulaire d'une maîtrise de droit privé de l'Université Paris 2 - Panthéon Assas (1971).
Il a été professeur à l'ESSEC à temps plein de 1974 à 1982, puis à mi-temps de 1983 à 2009, puis professeur éminent à temps plein de 2009 à 2021.
Il a été professeur de sciences de gestion à l'Université Louis Pasteur de Strasbourg de 1983 à 1987. Il y créa (avec le Professeur Philippe Artzner) la filière "Risque" de la Maîtrise de Sciences de Gestion en 1984 et le master 2 "Actuariat" habilité en 1986.
De 1987 à 2009, il a été professeur de finance à l'UFR 06 de Sciences de Gestion de l'Université Paris 1 - Panthéon Sorbonne  où il a fondé en 1992 l'actuel master 2 "Finance de Marché". Il fut également Directeur de l'Ecole Doctorale de cette UFR de 2006 à 2009.
Il a été membre du comité éditorial  de la revue Bankers, Markets and Investors (anciennement Banque et Marchés). Il a été consultant en finance de marché auprès de plusieurs banques et institutions financières ainsi qu'expert financier assermenté près la Cour d'appel de Versailles.
Il est marié et père de trois enfants.

## Domaines de recherche
Il a travaillé dans le domaine de la finance d'entreprise, notamment sur la théorie financière de la firme, la structure optimale du passif (capital et dette) et la structure optimale de la dette (nature et maturité).
Il a contribué à l'analyse monétaire, notamment sur les fondements et la portée du monétarisme (avec Florin Aftalion) et sur les conditions de la neutralité de la monnaie en avenir aléatoire. Il a développé un modèle d'équilibre incluant la monnaie comme actif risqué et étudié l'impact des politiques monétaires sur la valorisation des actifs financiers.
Il a surtout travaillé en finance de marché, par exemple sur la valorisation ou l'utilisation des produits dérivés financiers, les modèles d'évaluation des actifs financiers, la courbe des taux d'intérêt, la théorie et la gestion des portefeuilles (voir la théorie moderne du portefeuille), l'allocation internationale d'actifs, l'optimalité des contrats de gestion (voir la gestion structurée), les mesures de performance des gérants, le critère espérance-variance dans un cadre dynamique et la prévisibilité à long terme de la rentabilité des actifs financiers.
Il est l'auteur de plus de soixante articles scientifiques et douze ouvrages en finance et économie financière. Il a notamment co-écrit, avec Roland Portait, l'ouvrage Finance de marché, le principal manuel francophone de référence consacré à la finance de marché publié chez Dalloz depuis 2008, dont la traduction (et l'adaptation) en anglais, Capital Market Finance, est parue chez Springer en 2022. Il a également co-écrit avec Florin Aftalion plusieurs articles et ouvrages sur le monétarisme, les taux d'intérêt, les contrats à terme sur taux d'intérêt, la théorie moderne du portefeuille et les techniques de mesure des performances boursières.

## Distinctions
- Chevalier dans l'ordre des Palmes Académiques (2006).
- Président d'honneur [4] de l'Association française de finance (AFFI).

## Ouvrages
- Finance de marché : instruments de base, produits dérivés, portefeuille et risques (avec Roland Portait), Dalloz, 2023 (5ème édition).
- Capital Market Finance (avec Roland Portait), Springer, 2022.
- Dynamic Asset Allocation with Forwards and Futures (avec Abraham Lioui), Springer, 2005.
- Les Techniques de Mesure de Performance (avec Florin Aftalion), Economica, 2003.
- La Théorie Moderne du Portefeuille (avec Florin Aftalion et Roland Portait), coll. Que sais-je ?, 1998.
- Le Matif (avec Florin Aftalion), coll. Que sais-je ?, 1997 (2e édition).
- Mathématiques financières : évaluation des actifs et analyse du risque (avec Roland Portait et Serge Hayat), Dalloz, 1996 (2e édition).
- Le monétarisme (avec Florin Aftalion), coll. Que sais-je ?, 1995 (4ème édition).
- Les Taux d'Intérêt (avec Florin Aftalion), PUF, 1994 (3ème édition).
- Les Futures sur taux d'intérêt : le Matif (avec Florin Aftalion), PUF, 1991.
- Le MATIF (avec Florin Aftalion), PUF, 1987 (2e édition).
- Macroéconomie Financière (avec Roland Portait), Dalloz, 1980.

## Articles publiés (sélection)
- Long Horizon Predictability: An Asset Allocation Perspective (avec Abraham Lioui), European Journal of Operational Research, 278(3), 2019.
- Understanding Dynamic Mean Variance Allocation (avec Abraham Lioui), European Journal of Operational Research, 254(1), 2016.
- Write-Down Bonds and Capital and Debt Structures (avec Sami Attaoui), Journal of Corporate Finance, 35, 2015.
- What Maximum Fees Should Investors Pay to Active Fund Managers? (avec Chekib Ezzili), Bankers, Markets and Investors, 131, 2014.
- Capital Structure and Debt Priority (avec Sami Attaoui), Financial Management, Winter 2013 (42).
- Optimal Benchmarking for Active Portfolio Managers (avec Abraham Lioui), European Journal of Operational Research, 226(1), 2013.
- On Model Ambiguity and Money Neutrality (avec Abraham Lioui), Journal of Macroeconomics, 34(4), 2012.
- Misunderstanding Risk and Return (avec Abraham Lioui), Finance, 32(2), 2011.
- Money and Asset Prices in a Production Economy (avec Abraham Lioui), Finance, 31(2), 2010.
- Money non-neutrality in the Sidrauski model under uncertainty (avec Abraham Lioui), Economics Letters, 100(1), 2008.
- General Equilibrium Pricing of CPI Derivatives (avec Abraham Lioui), Journal of Banking and Finance, 29(5), 2005.
- General Equilibrium Real and Nominal Interest Rates (avec Abraham Lioui), Journal of Banking and Finance, 28(7), 2004.
- International Asset Allocation (avec Abraham Lioui), Journal of Banking and Finance, 27(8), 2003.
- General Equilibrium pricing of Non-Redundant Forward Contracts (avec Abraham Lioui), Journal of Futures Markets, 23(9), 2003.
- Dynamic Asset Pricing with Non-Redundant Forwards (avec Abraham Lioui), Journal of Economic Dynamics and Control, 27(7), 2003.
- Optimal Currency Risk Hedging (avec Abraham Lioui), Journal of International Money and Finance, 21, 2002.
- The Pricing of Insurance-Linked Securities Under Interest Rate Uncertainty (avec Victor Vaugirard), Journal of Risk Finance, Spring 2002.
- The Valuation of Nature-Linked Bonds Under Exchange Rate Risk (avec Victor Vaugirard), Journal of Economics and Finance, 25(3), Fall 2001.
- Valuation of Options on Bond Spreads Involving Two Currencies (avec Konstantin Mellios), Finance, 22(2), 2001.
- On Optimal Portfolio Choice under Stochastic Interest Rates (avec Abraham Lioui), Journal of Economic Dynamics and Control, 25(11), 2001.
- Mean-Variance Efficiency of the Market Portfolio and Futures Trading (avec Abraham Lioui), The Journal of Futures Markets, 21(4), 2001.
- Pricing and Hedging Asian Options on Interest Rates (avec François Quittard-Pinon), Banque et Marchés, 48, 2000.
- Bernoulli Speculator and Trading Strategy Risk (avec Abraham Lioui), The Journal of Futures Markets, 20(6), 2000.
- The Minimum Variance Hedge Ratio Revisited with Stochastic Interest Rates (avec Abraham Lioui), Management Science, 46(5), 2000.
- Volatility Patterns : Theory and Some Evidence from the Dollar-Mark Option Market (avec Vincent Gesser), The Journal of Derivatives, Winter 1997.
- Optimal Dynamic Hedging in Incomplete Futures Markets (avec Abraham Lioui et Pascal Nguyen Duc Trong), The Geneva Papers on Risk and Insurance Theory, 21, September 1996. Reprinted in Financial Risks and Derivatives, Henri Loubergé and Marti Subrahmanyam (eds), Kluwer Academic Publishers, Boston, 1997.
- Optimal Hedging in a Dynamic Futures Market with a Non-Negativity Constraint on Wealth (avec Abraham Lioui), Journal of Economic Dynamics and Control, 20(6-7), 1996.
- Hedging Short-Term Interest Rate Risk : A More Accurate Approach (avec Florin Aftalion), Review of Futures Markets, 13(2), 1994.
- Investment and Hedging under a Stochastic Yield Curve: A Two-State Variable, Multi-Factor Model (avec Roland Portait), European Economic Review, 37(5), 1993.
- Les Marchés à Terme d'Instruments Financiers : quelques mises au point sur les théories de la couverture et de l'équilibre (avec Roland Portait), Finance, 8(2), 1987.
- Optimum Consumption and Portfolio Rules with Money as an Asset, The Journal of Banking and Finance, 7(3), 1983.
- Un modèle Analytique Simple du Système Bancaire Français incluant la Caisse des Dépôts et Consignations (avec Roland Portait), Finance, 4(1), 1983.
- Un modèle de la banque en croissance et de la vulnérabilité du portefeuille de crédits aux fluctuations des taux d'intérêt (avec Roland Portait), Finance, 3(2-3) 1982.
- Inflation, Choix des Investissements et Valeur de la Firme en Croissance : une Analyse Théorique (avec Roland Portait), Revue de l'Association Française de Finance, Avril 1981.